# Marmo Botticino
Marmo Botticino è la denominazione commerciale di una qualità di calcare micritico compatto (puro) di colore beige, estratto nelle cave di Botticino, Nuvolento, Nuvolera, Rezzato, Serle e in passato anche Mazzano, in provincia di Brescia. È noto anche con il nome di pietra di Brera.

## Origine geologica
Il giacimento di pietra calcarea a est di Brescia, da cui si estrae il marmo Botticino Classico, si formò tra 190 e 60 milioni di anni fa dal lento e continuo processo di sedimentazione, cementazione e ricristallizzazione di fanghi calcarei in un "mare lagunare" di età mesozoica. Il clima di tipo tropicale ospitava organismi che, fossilizzati, costituiscono ora una delle peculiarità del marmo.
La varietà cromatica del Botticino Classico è infatti originata dalla diversa concentrazione e andamento di inclusioni di origine organica e inorganica nella pasta omogenea di fondo composta da fango fine, carbonatico e prevalentemente calcareo, che prende il nome di micrite.

## Dati tecnici
L'estrema compattezza, con bassi valori di assorbimento e porosità, rende il marmo Botticino idoneo all'impiego all'esterno e ne determina caratteristiche meccaniche quali la resistenza alla compressione, alla flessione e all'usura. Per l'indiscutibile bellezza e le grandi doti di resistenza, è dunque considerato un marmo pregiato.

## Storia

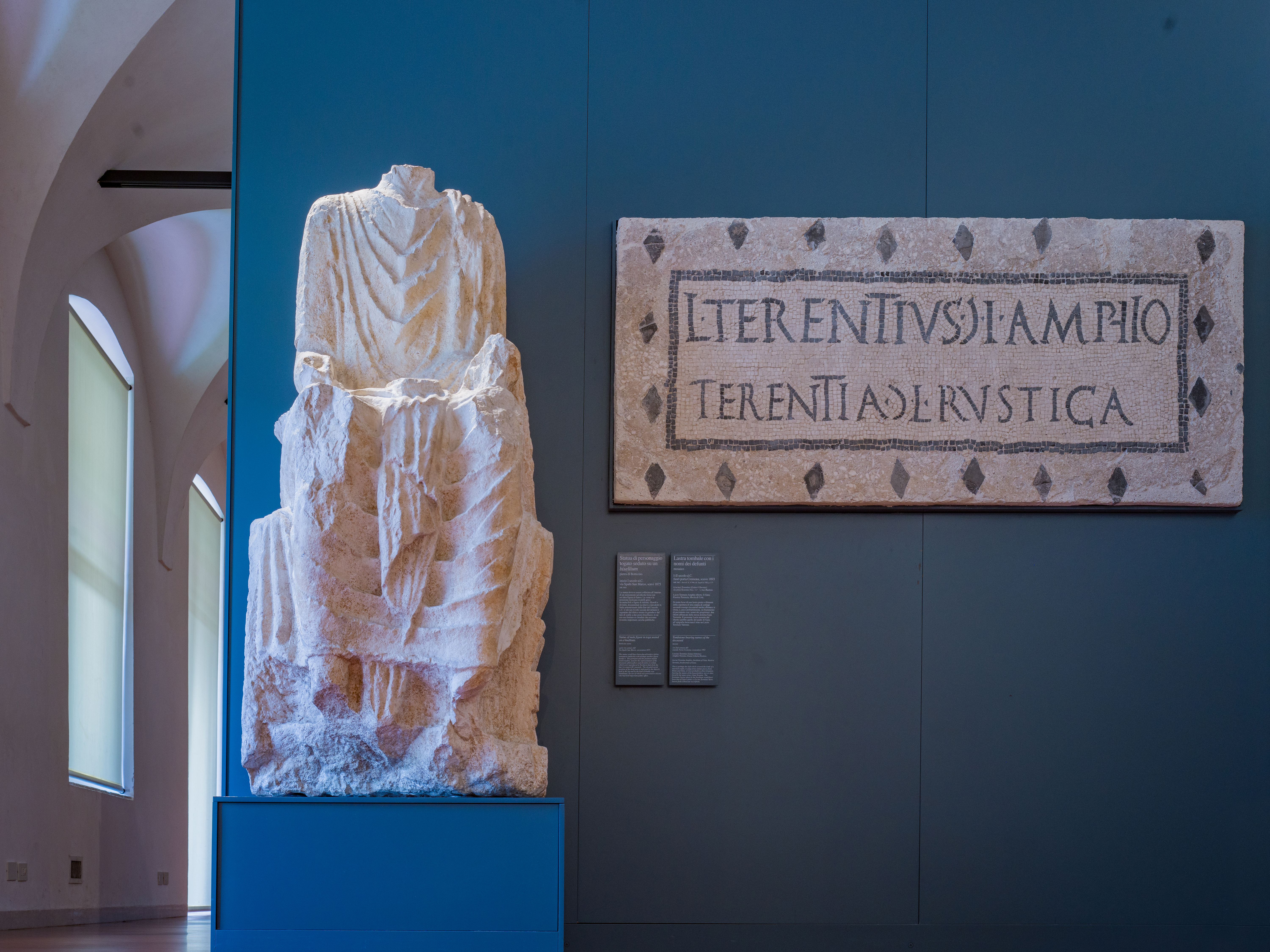
Statua di personaggio togato seduto su un bisellium in pietra di Botticino nel Museo di Santa Giulia Brescia.

Il bacino estrattivo del Botticino Classico viene sfruttato da oltre duemila anni. In epoca romana l'abbondanza di pietra e marmo nella zona di Botticino permise lo sviluppo di una cospicua tradizione epigrafica, mentre le attività di estrazione e lavorazione del marmo portarono un avanzamento del livello tecnologico delle officine, consentendo di giungere a una prima organizzazione del lavoro di tipo "industriale". 
Le cave furono aperte nel dorso orientale del promontorio della Trinità, vicino al quale venivano depositati i blocchi di marmo estratti. Il marmo veniva poi tagliato e trasportato alle botteghe o nei cantieri.
Probabilmente intorno alle cave sorsero villaggi per gli operai e le loro famiglie. Il Botticino fu utilizzato dalle officine locali come "materiale ad uso artistico", negli edifici pubblici della città, insieme a marmi d'importazione.
Questo marmo venne utilizzato dai Romani per costruzioni nell'antica Brixia (foro romano). Il più antico pezzo bresciano in botticino è un capitello del I secolo a.C.; fu in età imperiale che si diffuse l'utilizzo del marmo bianco, nei progetti di ristrutturazione ed edificazione, confermando la perizia della produzione locale e l'esistenza di un mercato di esportazione del prodotto grezzo e finito.
All'inizio del XX secolo a Botticino si estraeva il blocco e a Rezzato si trasformava il marmo; le prime società di estrazione volte a organizzare il lavoro, formare i giovani e favorire la specializzazione, furono le cooperative.

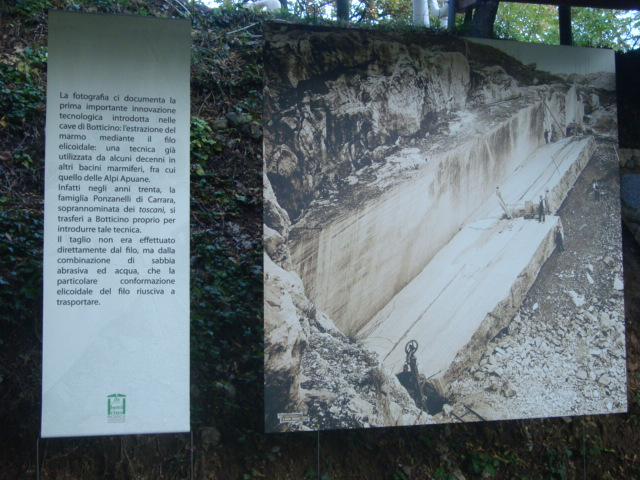
Ecomuseo del marmo, Botticino (BS)

Da qualche anno esiste un marchio registrato che identifica il materiale proveniente dalla zona classica, il comune di Botticino, promosso dal "Consorzio produttori marmo Botticino Classico", di cui fanno parte tutti i coltivatori della zona classica e il Comune di Botticino.
Il bacino di Brescia è il secondo per importanza nell'escavazione di pietre ornamentali d'Italia, dopo quello di Carrara. Le cave di marmo Botticino sono circa un centinaio (solo dodici nella zona classica).
In tempi più recenti il marmo di Botticino è stato usato per la costruzione dell'Altare della Patria a Roma.

## Il Museo del marmo
Il Museo del marmo di Botticino è una realtà sorta nel 1996, appoggiata dal comune e dalle cooperative di cavatori di marmo; la raccolta è nata grazie all'impegno dei volontari del gruppo "La Pietra di Botticino" e del signor Forti, anziano cavatore che, insieme al figlio, ha raccolto un grande numero di attrezzi, foto e documenti relativi al mondo delle cave del marmo di Botticino. Il museo si sviluppa in parte in un percorso all'aperto nell'area interessata da precedenti cave ora dismesse. 

## Realizzazioni in marmo di Botticino
Argentina
Buenos Aires
- Hotel Hilton
- Sheraton Libertador Hotel

 Austria
Vienna
- Borsa di Vienna
- Palazzo del governo
- Parlamento di Vienna

 Cuba
L'Avana
- Monumento al presidente Alfredo Zayas ad opera dello scultore Angiolo Vannetti e dell'architetto Ettore Salvatori (1925)
- Monumento a José Miguel Gómez ad opera dello scultore Giovanni Nicolini (1930)
- Sede dell'ex succursale della National City Bank of New York

 Italia
Brescia
- Basilica di Santa Maria delle Grazie
- Basamento medioevale della torre del Broletto
- Tempio Capitolino
- Cattedrale di Santa Maria Assunta, detta Duomo nuovo
- Ingresso e cinta del cimitero Vantiniano
- Cripta, paliotto rococò della chiesa di San Giuseppe
- Facciata scolpita della chiesa di Santa Maria dei Miracoli
- Chiesa del Santissimo Corpo di Cristo
- Mercato dei Grani
- Palazzo della Loggia
- Palazzo di Giustizia
- Piazza della Vittoria

Como
- ex Casa del Fascio

Milano
- Palazzo della Banca Commerciale Italiana
- Teatro alla Scala

Roma
- Altare della Patria

 Monaco
- Museo oceanografico di Monaco

 Stati Uniti
Boston
- One International Place

Cleveland (Ohio)
- Cleveland Public Library[11]

New York
- Grand Central Terminal[9]
- Basamento della Statua della Libertà

Washington
- Casa Bianca
- Altorilievo della basilica del santuario nazionale dell'Immacolata Concezione

 Svizzera
Ginevra
- Palazzo delle Nazioni

## Galleria d'immagini

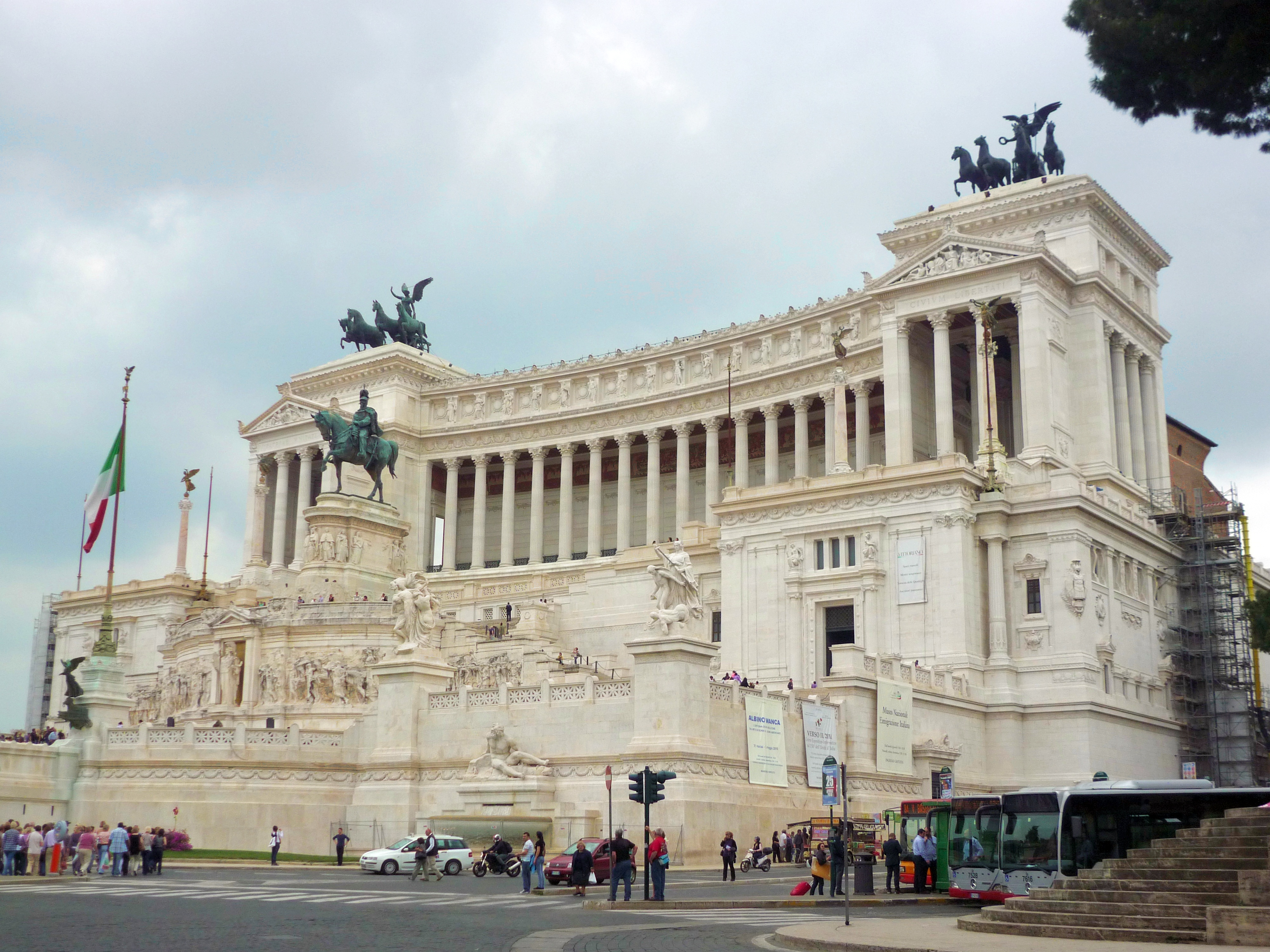
Altare della Patria (Vittoriano), G. Sacconi, 1888-1911, Roma
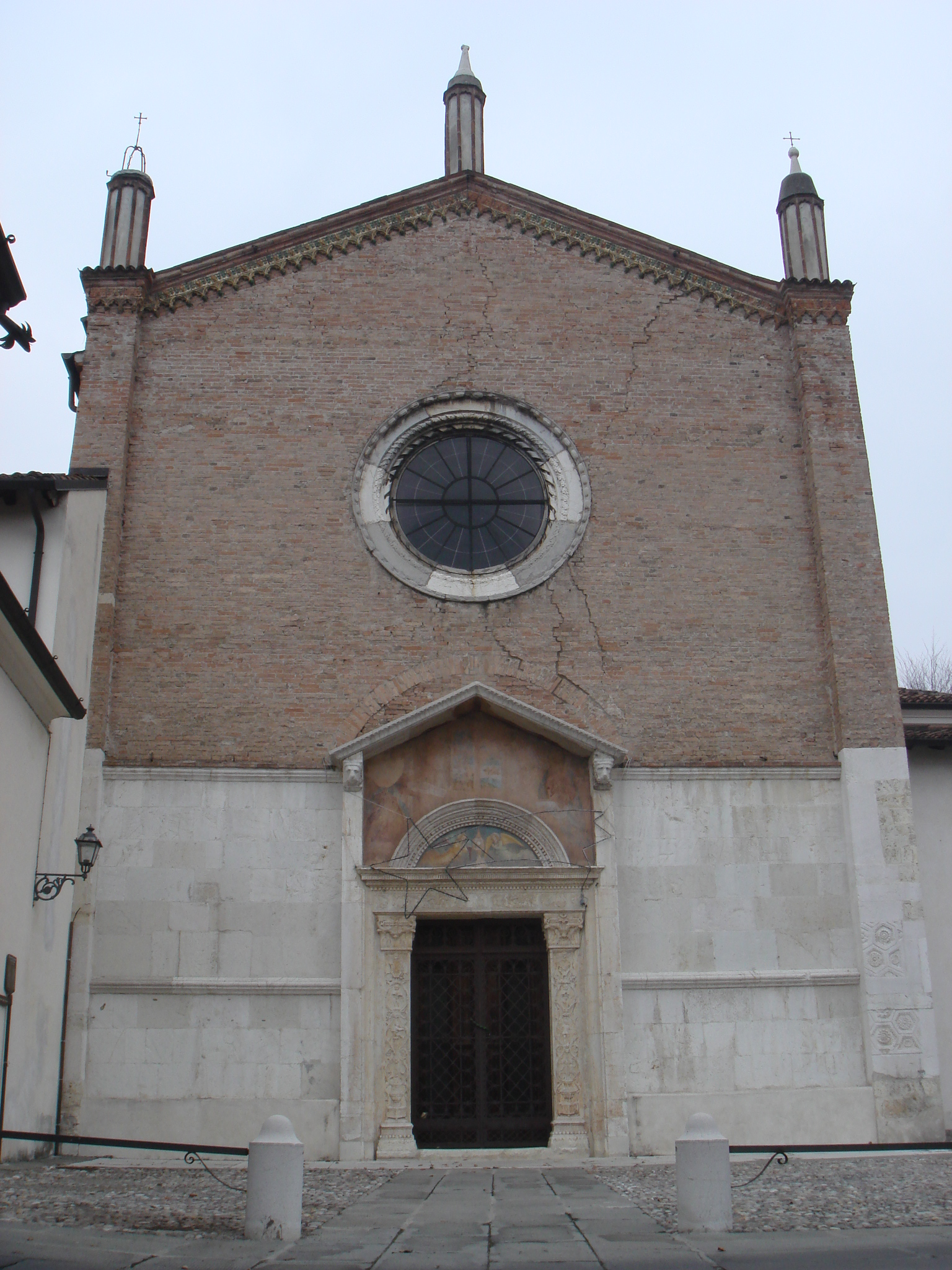
Chiesa del Santissimo Corpo di Cristo (Brescia), facciata con zoccolatura in marmo di Botticino
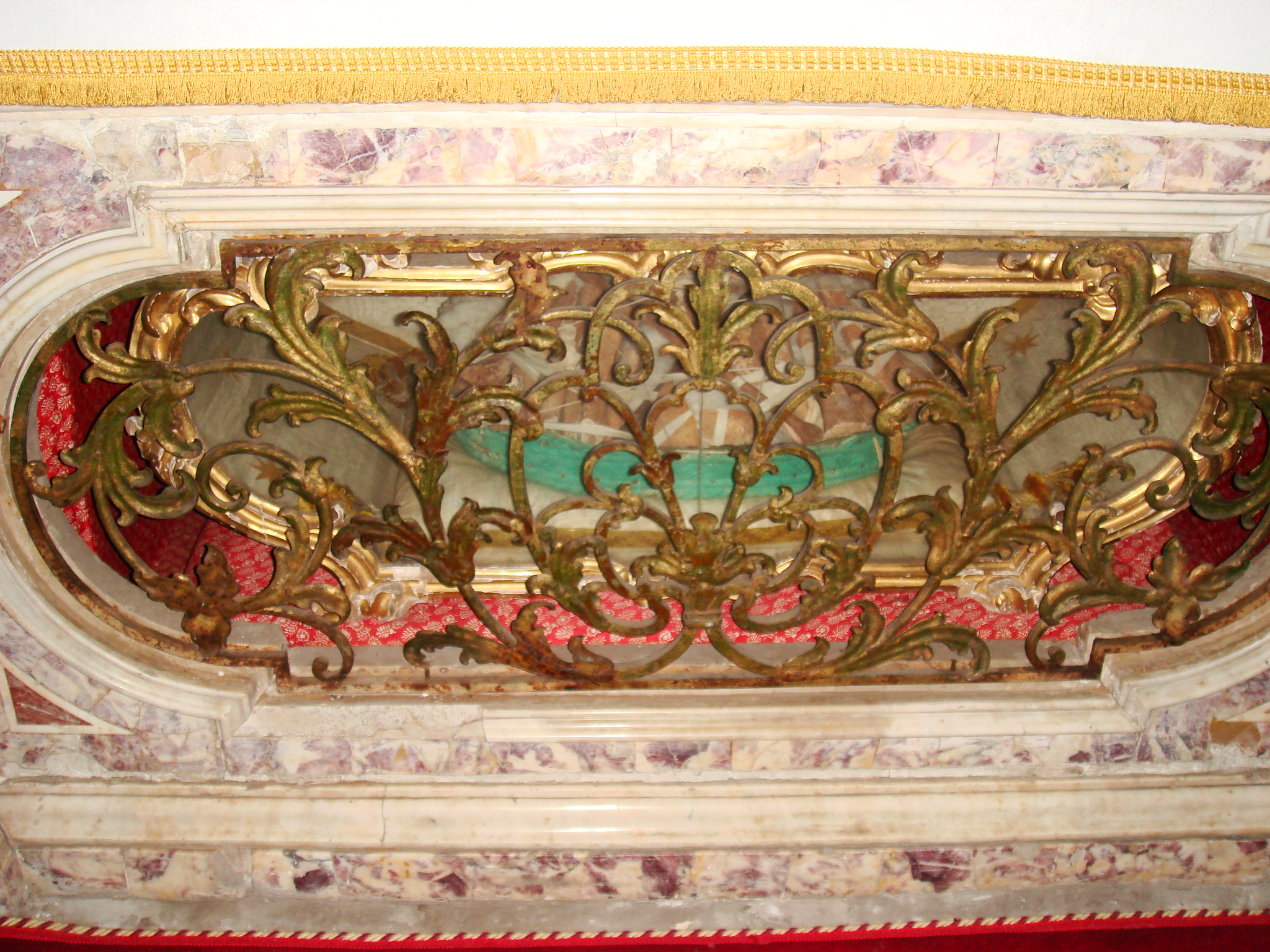
Chiesa di San Giuseppe (Brescia), cripta, paliotto rococò in marmo di Botticino
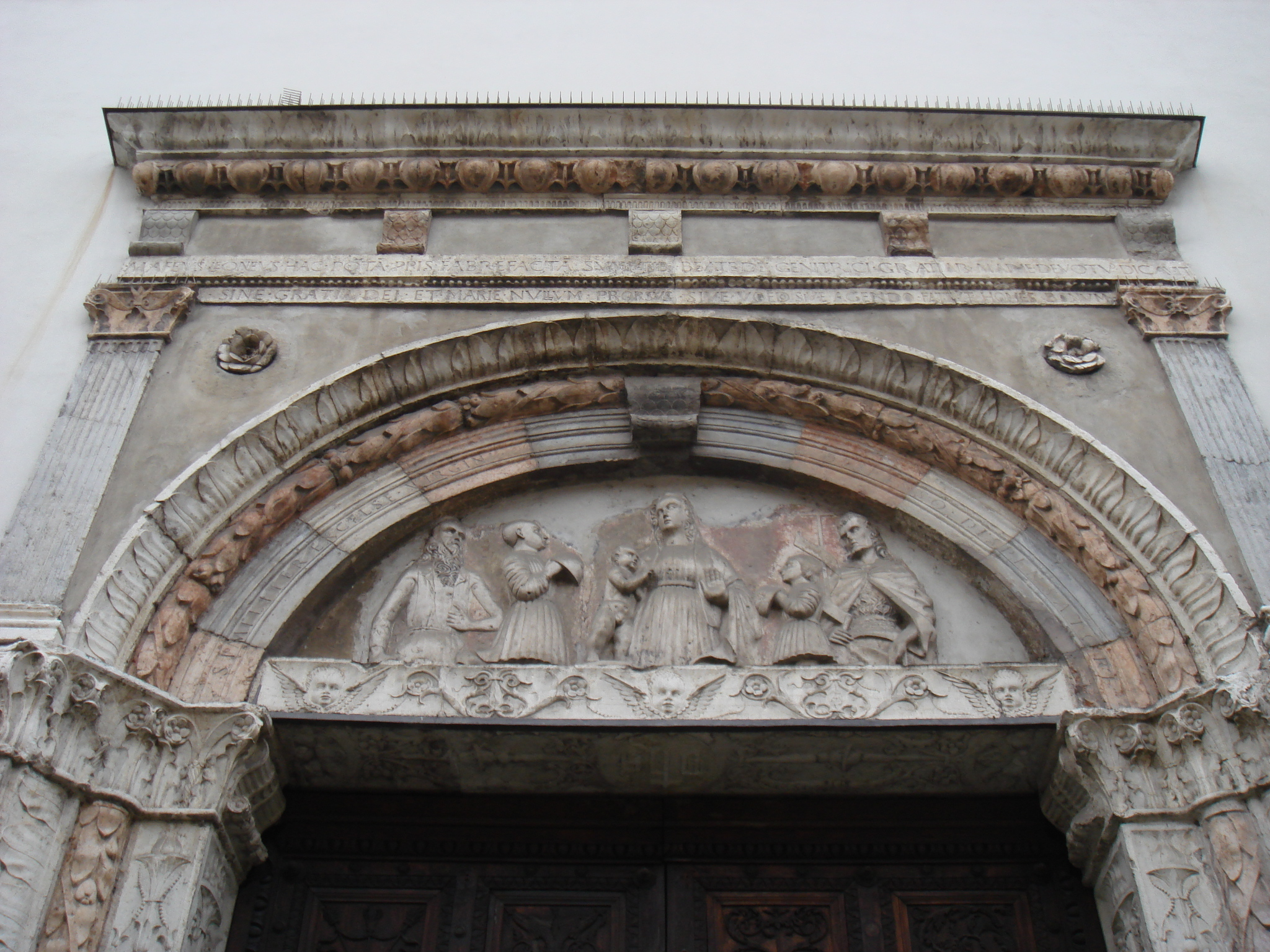
Basilica di Santa Maria delle Grazie (Brescia), portale in marmo di Botticino e marmo rosso di Verona
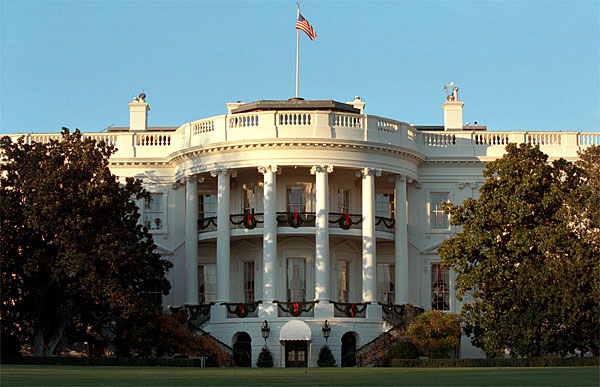
Casa Bianca, Washington USA
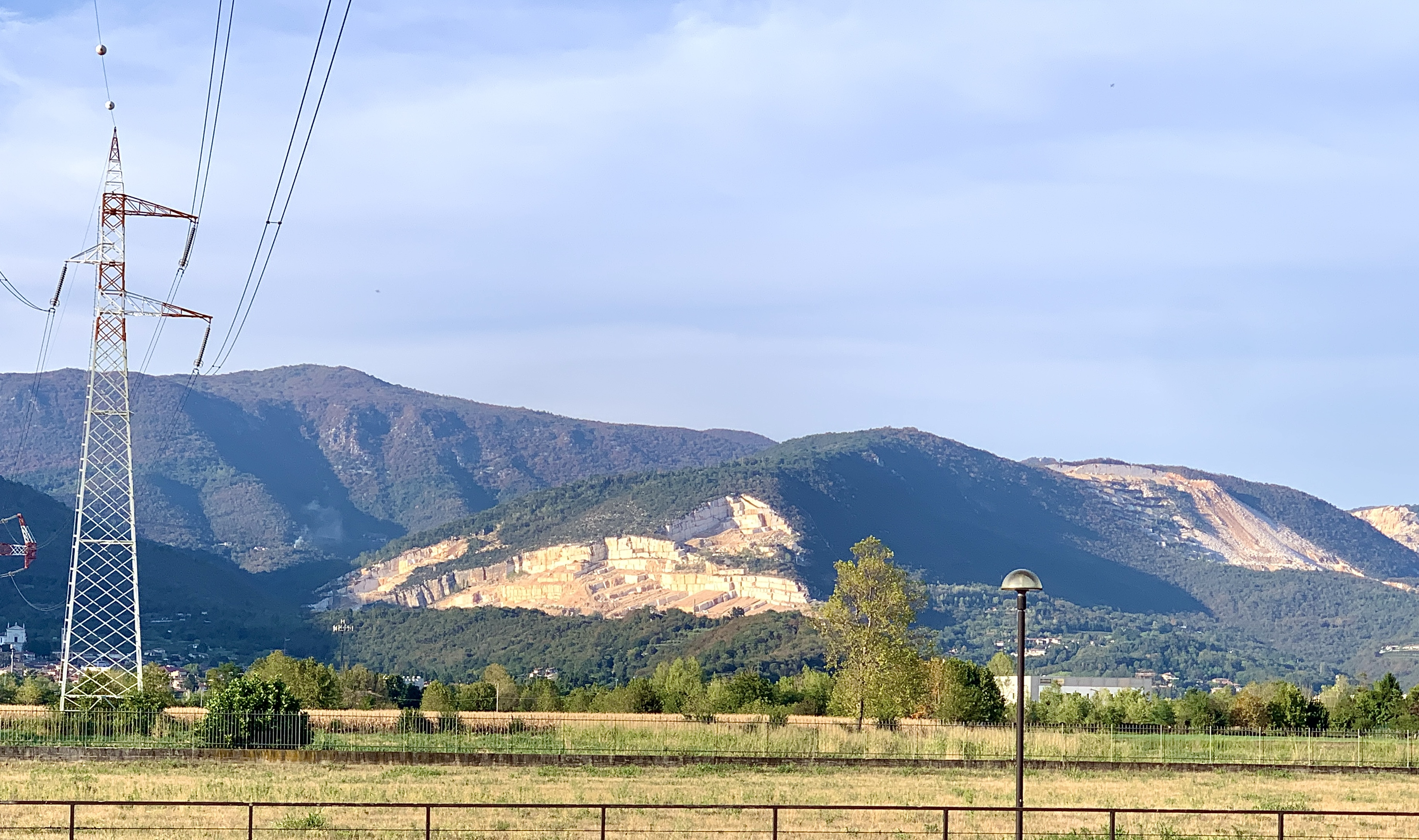
Cave viste da Viale Sant'Eufemia